# Amytornis
Pour les articles homonymes, voir Amytis.
Amytis
Genre
Le genre Amytornis regroupe 13 espèces de passereaux appartenant à la famille des Maluridae. Amytis est le nom français que la nomenclature aviaire en langue française (mise à jour) a donné à ces espèces.

## Liste d'espèces
D'après la classification de référence (version 11.1, 2021) du Congrès ornithologique international (ordre phylogénique) :
- Amytornis barbatus – Amytis gris
- Amytornis housei – Amytis noir
- Amytornis woodwardi – Amytis à gorge blanche
- Amytornis dorotheae – Amytis de Dorothy
- Amytornis merrotsyi – Amytis de Merrotsy
- Amytornis whitei - Amytis de White
- Amytornis rowleyi - Amytis de Rowley
- Amytornis striatus – Amytis strié
- Amytornis goyderi – Amytis de l'Eyre
- Amytornis textilis – Amytis natté
- Amytornis modestus – Amytis oriental
- Amytornis purnelli – Amytis de Purnell
- Amytornis ballarae – Amytis kalkadoon